# Nemours
Nemours este o comună franceză, situată în departamentul Seine-et-Marne, în regiunea Île-de-France.
Orașul este cunoscut pentru castelul-muzeu din secolul al XII-lea, precum și pentru Muzeul Departamental de Preistorie din Île-de-France.

## Geografie

### Localizare
Nemours este situat pe malurile râului Loing, la 17 kilometri sud de Fontainebleau și la 81 de kilometri de Paris.

### Comune limitrofe
|                          |                    | Darvault |
| Saint-Pierre-lès-Nemours |                    |          |
|                          | Bagneaux-sur-Loing | Poligny  |

### Geologie și relief
Suprafața comunei este de 10,83 km²; altitudinea sa variază între 57 și 133 de metri.

### Hidrografie
Sistemul hidrografic al comunei este compus din șase cursuri de apă identificate:
- Râul Loing, cu o lungime de 142,73 km[6], afluent pe malul stâng al Senei;
  - Un braț de 0,31 km[7];
  - Un braț de 0,53 km[8];
  - Un braț de 1,04 km[9];
  - Canalul Loing, cu o lungime de 47,84 km[10], construit în secolul al XVIII-lea, care inițial, împreună cu canalul Orléans, asigura legătura între bazinul hidrografic al Loarei și cel al Senei;
    - Canalul 01 des Fontaines, cu o lungime de 0,64 km[11], care se varsă în canalul Loing.

Lungimea totală a cursurilor de apă de pe teritoriul comunei este de 9,76 km.

### Climă
În 2010, clima comunei este de tip oceanic degradat al câmpiilor din Centru și Nord, conform unui studiu al Centrului Național de Cercetare Științifică (CNRS) bazat pe o serie de date care acoperă perioada 1971-2000. În 2020, Météo-France publică o tipologie a climei Franței metropolitane, în care comuna este expusă unei clime oceanice alterate și se află în regiunea climatică Nord-Est a bazinului Parisian, caracterizată printr-un nivel redus de însorire, precipitații medii distribuite regulat pe parcursul anului și ierni reci (3 °C).
Pentru perioada 1971-2000, temperatura anuală medie este de 10,8 °C, cu o amplitudine termică anuală de 15,5 °C. Cumulul anual mediu de precipitații este de 693 mm, cu 11,4 zile de precipitații în ianuarie și 7,5 zile în iulie. Pentru perioada 1991-2020, temperatura medie anuală observată la stația meteorologică Météo-France situată în comună, este de 12,0 °C, iar cumulul anual mediu de precipitații este de 690,3 mm.
Pentru viitor, parametrii climatici estimati pentru comună pentru anul 2050, conform diferitelor scenarii de emisii de gaze cu efect de seră, pot fi consultati pe un site dedicat publicat de Météo-France în noiembrie 2022.

### Mediu natural și biodiversitate

#### Spații protejate
Protecția reglementată reprezintă cel mai puternic mod de intervenție pentru a conserva spațiile naturale remarcabile și biodiversitatea asociată acestora.
Rezervația de biosferă „Fontainebleau și Gâtinais”, creată în 1998 și având o suprafață totală de 150.544 ha, este un spațiu protejat prezent pe teritoriul comunei. Această rezervație de biosferă, caracterizată printr-o biodiversitate bogată, cuprinde trei mari ansambluri: o mare parte vestică predominant agricolă, emblematica pădure Fontainebleau în centru și Valea Senei la est.
Structura de coordonare este Asociația Rezervației de Biosferă Fontainebleau și Gâtinais, care include un consiliu științific și un Consiliu pentru Educație, unic printre rezervațiile de biosferă din Franța.

#### Situri Natura 2000

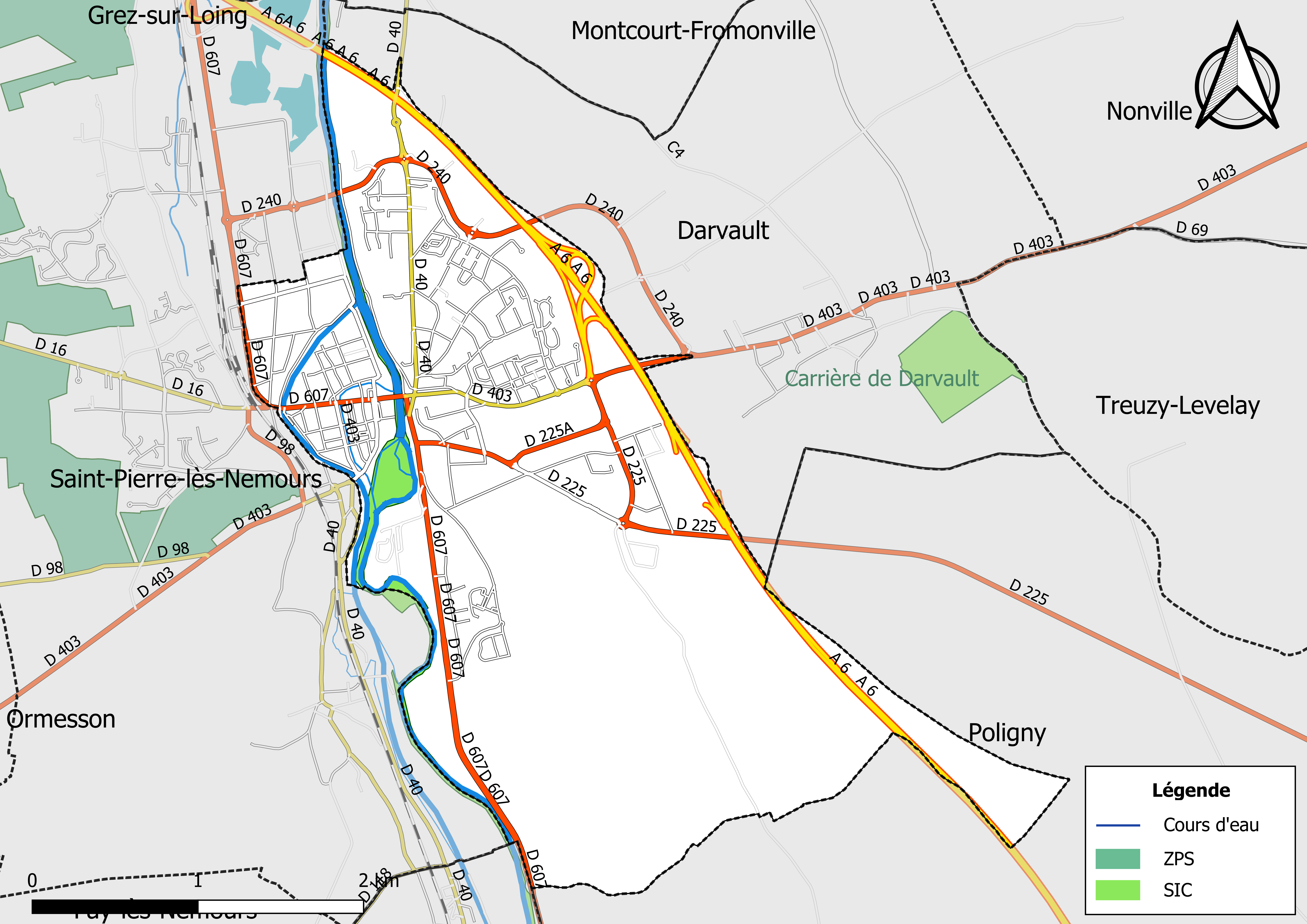
Situri Natura 2000 pe teritoriul comunei.

Rețeaua Natura 2000 este o rețea ecologică europeană de situri naturale de interes ecologic, creată pe baza directivelor „Habitate” și „Păsări”. Această rețea este formată din Zone Speciale de Conservare (ZSC) și Zone de Protecție Specială (ZPS). În cadrul acestor zone, statele membre se angajează să mențină într-o stare favorabilă de conservare tipurile de habitate și speciile vizate, prin măsuri de reglementare, administrative sau contractuale.
Un sit Natura 2000 a fost definit pe teritoriul comunei în baza „Directivei Habitate”:
- „Rivières du Loing et du Lunain”, cu o suprafață de 400 ha, două văi de o calitate remarcabilă pentru regiunea Île-de-France, care găzduiesc populații piscicole diverse, incluzând specii precum Cotovatra (Chabot), Chișcarul de râu (Lamproie de Planer), Ocheanul de râu (Loche de Rivière) și Boarța (Bouvière)[25][26].

#### Zone naturale de interes ecologic, faunistic și floristic
Inventarul zonelor naturale de interes ecologic, faunistic și floristic (ZNIEFF) are ca obiectiv identificarea zonelor cele mai valoroase din punct de vedere ecologic. Acesta urmărește, în principal, îmbunătățirea cunoștințelor despre patrimoniul natural național și oferirea decidenților a unui instrument util pentru integrarea aspectelor de mediu în procesul de amenajare a teritoriului.
Teritoriul comunei Nemours include o ZNIEFF de tip 1 și două ZNIEFF de tip 2:
- ZNIEFF de tip 1:
  - „Sablières et Platières de Nemours”, cu o suprafață de 571,64 ha, care acoperă teritoriul a 2 comune din departament[29].
- ZNIEFF de tip 2:
  - „Valea Loingului între Moret și Saint-Pierre-Lès-Nemours”, cu o suprafață de 1.749,77 ha, care acoperă teritoriul a 13 comune din departament[30];
  - „Valea Loingului între Nemours și Dordives”, cu o suprafață de 1.059,63 ha, care acoperă teritoriul a 7 comune, dintre care 1 în departamentul Loiret și 6 în departamentul Seine-et-Marne[31].

## Urbanism

### Tipologie
La 1 ianuarie 2024, Nemours este clasificată drept centru urban intermediar, conform noii grile comunale de densitate cu șapte niveluri, definită de INSEE (Institutul Național de Statistică și Studii Economice) în 2022. Face parte din unitatea urbană Nemours, o aglomerație intra-departamentală care cuprinde patru comune, dintre care Nemours este orașul central. În plus, comuna face parte din aria metropolitană a Parisului, fiind una dintre comunele de la periferie, această zonă reunind 1.929 de comune.

### Ocuparea terenurilor
În 2018, teritoriul comunei era împărțit astfel: 47,1 % păduri, 30,2 % zone urbanizate, 11,2 % zone agricole eterogene, 9,9 % zone industriale, comerciale și rețele de comunicație, 1,2 % pajiști, 0,5 % terenuri arabile și 0,5 % ape continentale.

### Căi de comunicație și transport

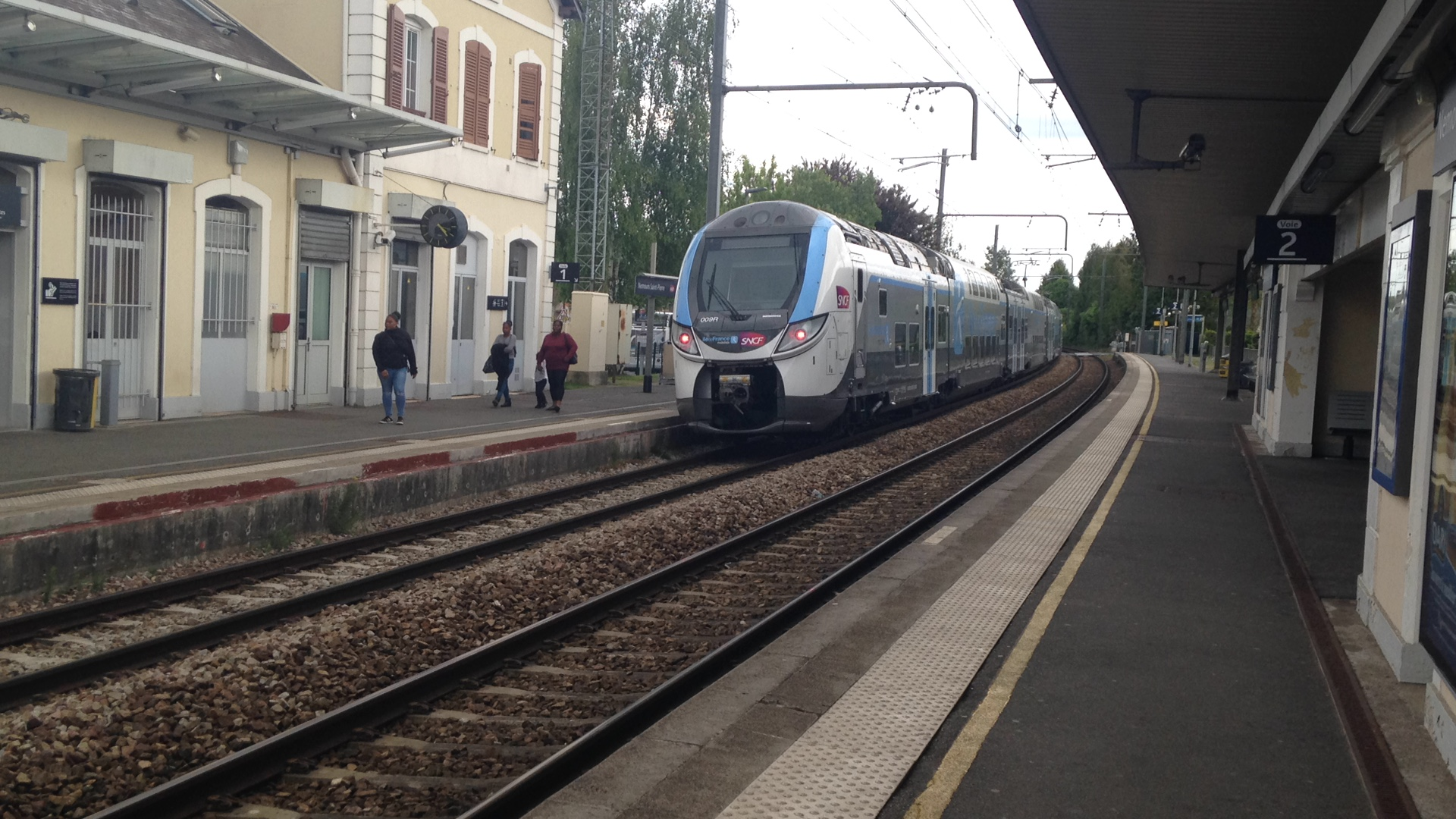
Trenul în gara Nemours.

Nemours este traversat de drumul național 7 și este deservit de autostrada A6 (ieșirea 15 (nord) și ieșirea 16 (est)).
Comuna este deservită de Gara Nemours - Saint-Pierre, situată pe linia Paris (Gara Paris-Bercy-Bourgogne-Pays d'Auvergne) - Clermont-Ferrand, unde opresc trenuri de pe linia R a Transilien (rețeaua Paris Sud-Est), care circulă între Paris și Montargis. În plus, în orele de vârf, gara este deservită și de trenuri TER Express care circulă între Paris-Bercy și Nevers, fără oprire între Paris (Gara Paris-Bercy-Bourgogne-Pays d'Auvergne) și Nemours.

### Riscuri naturale și tehnologice
Comuna este clasificată în zona de seismicitate 1, corespunzând unei seismicități foarte reduse. Altitudinea variază între 57 de metri și 133 de metri pentru cel mai înalt punct, centrul orașului aflându-se la aproximativ 60 de metri altitudine (primărie).

## Toponimie

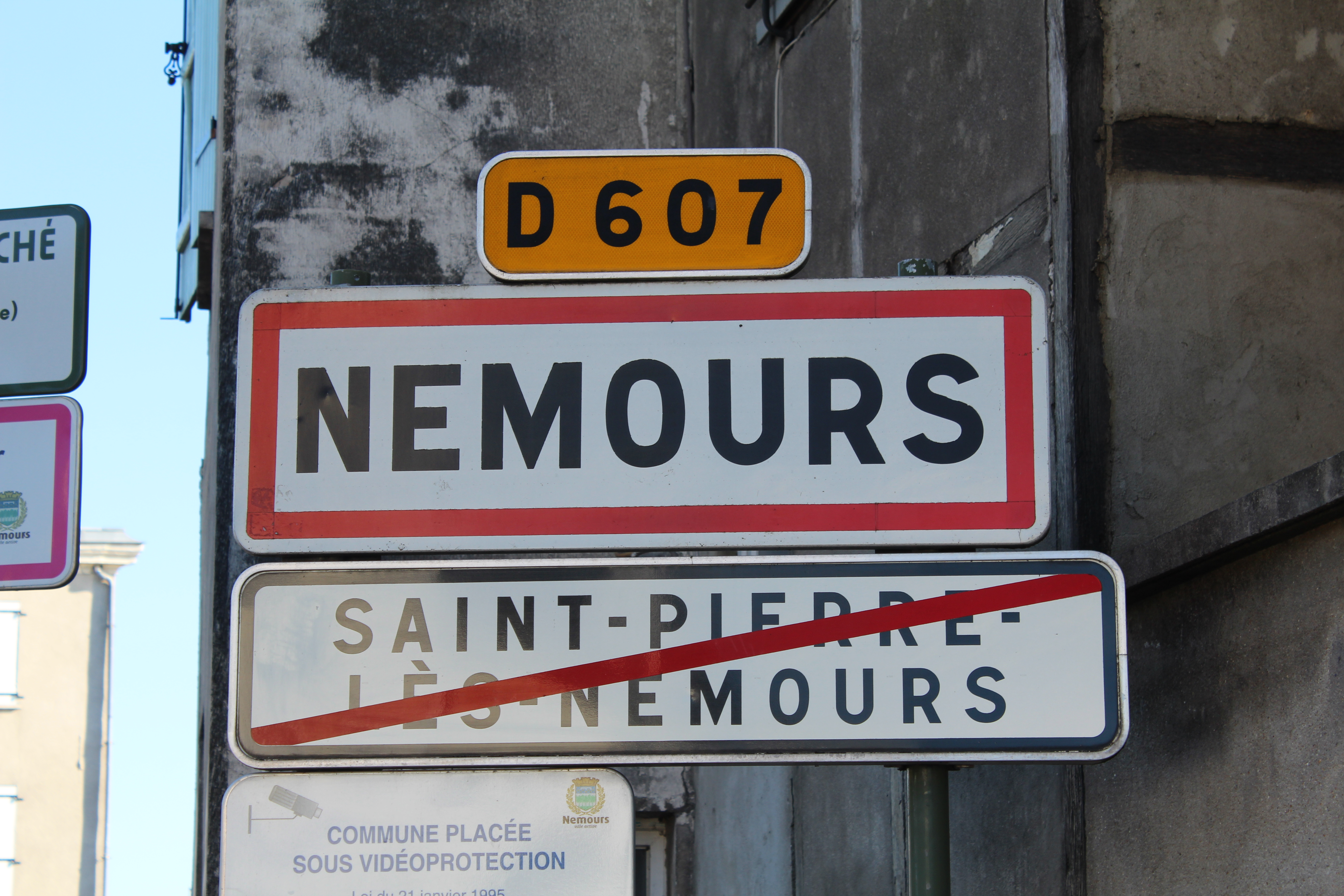
Panou la intrarea în comună.

Numele localității este atestat sub forma Nemausus în jurul anului 843, o formă derivată din nemeton („loc sacru”), care a dat denumirea Nemours.
Nemausum, un cuvânt care are aceeași rădăcină ca termenul celtic nemetum și care, la fel ca acesta, înseamnă „incintă sacră, sanctuar”.
Elementul galic nem se regăsește și în termenul nemetos- („incintă sacră, templu”), care corespunde latinescului fanum („sanctuar”).

## Istorie

### Preistorie

#### Pădurea Beauregard
Sit-ul de la Beauregard sau pădurea Beauregards a fost excavat de către domnul Soudan înainte de 1929 și până în ianuarie 1932; de asemenea, a fost cercetat de abatele André Nouel (1901-1971), probabil în aceeași perioadă. Cu toate acestea, colecția Nouel de la Beauregard a fost distrusă în incendiul din Orléans în 1940.
Stratul C, cel mai vechi, este atribuit „Magdalenianului I” de către André Nouel și Raoul Daniel, care a studiat de asemenea industria litică a sitului (1930, 1937). Cu toate acestea, Nouel afirmă că piesele din acest strat sunt foarte comparabile cu cele de la Badegoule și că, la un moment dat, le-a considerat a fi de tip Aurignacian.
R. Daniel publică în 1937 o rectificare: „Industria nivelului inferior [...] nu este aurignaciană; trebuie clasată la baza Magdalenianului.” Totuși, Badegoulianul, un facies care precede imediat Magdalenianul și este uneori numit „protomaagdalenian”, nu era încă definit în perioada lui Nouel și Daniel. Mai târziu, situl Beauregard devine faimos tocmai pentru depozitul său badegoulian.
R. Daniel dedică câteva rânduri în 1930 și 1939 unor piese pe care le consideră solutreene. În publicația din 1939, subliniază că este vorba în principal despre „tipul cu fața plană”. Nu există desene ale pieselor în articolul din 1930, dar cele prezentate în publicația din 1939 seamănă mai degrabă cu răzuitoarele și burinele pe răzuitor specifice Badegoulianului, foarte numeroase la Beauregard.
Până în 1965, acest sit a furnizat deja peste 10.000 de piese și nuclee și nu a fost explorat complet – departe de așa ceva.
Conform lui Nouel (1949), celelalte două straturi, B și A, aparțin Magdalenianului.
În 1965, R. Daniel menționează „piese de tip Moustériform în Protomagdalenianul I” (adică în Badegoulian).

#### Alte situri
Adupostul de la peștera Troglodyte este singurul alt adăpost natural din stâncă ce a fost locuit. Celelalte situri ocupate se află pe creste și platouri; acestea sunt prezentate în ordinea cronologică a perioadelor de ocupare (cantitățile de piese colectate, indicate prin cifre, provin din săpăturile Vignard & Vacher din 1965, exceptând cazurile menționate altfel):

##### Gravettian
- Gros Monts bis și Gros Monts ter sunt cele mai importante situri: 3.000 de unelte și 95.000 de așchii au fost colectate doar de pe jumătate din zăcământ[54].
- Les Chênes, cu blocuri mari de rocă mai mult sau mai puțin îngropate. Înainte de depunerea loessului, acestea ofereau un adăpost de 1 m până la 1,5 m, prin sprijinirea unor ramuri mari acoperite cu piei[54]. „Zăcământul din Pădurea Stejarilor” este menționat, de asemenea, de Bodu și colab. (2014)[52]. Acest sit a furnizat 600 de unelte și câteva mii de așchii, doar de pe jumătate din zăcământ[54].
- Les Ronces, de asemenea cu blocuri mari de rocă mai mult sau mai puțin îngropate și aceleași condiții de habitat, a furnizat aproximativ același număr de piese ca și Les Chênes[54].

La Gros Monts I și Gros Monts bis, lucrările de carieră au distrus câțiva bolovani care ar fi putut servi drept adăpost.

##### Badegoulian
- Al doilea Redan a furnizat peste 1.700 de unelte și nuclee, iar săpăturile mai vechi au colectat, cu siguranță, mai mult decât dublu[54].
- Les Chênes a furnizat 2.500 de unelte și câteva mii de așchii de pe doar jumătate din zăcământ[54].
- Les Ronces, în aceleași condiții ca și Les Chênes, a furnizat doar 700 de piese și nuclee[54].
- Les Pins este și mai puțin important, dar reprezintă singurul atelier pur din întreaga regiune, având și coliba șefului[54].

Pentru perioada Badegoulian sunt menționate, de asemenea, Al doilea Redan bis, Les Gros Monts și Gros Monts X.

##### Magdalenian
Gros Monts I a furnizat peste 5.000 de unelte și 50.000 de așchii.
- Les Ronces a furnizat peste 1.000 de piese de pe jumătate din atelier[54].
- Gros Monts bis: 2.000; Gros Monts ter: 100; Marie-Laure: 150; Eveline: 560; Corine: 150. Aceste cinci ateliere, împreună cu o groapă de gunoi, sunt situate la o distanță de 15 pași unul de celălalt, dispuse pe două linii drepte care se intersectează aproape în unghi drept. Acesta este cel mai vechi cătun cunoscut din Franța[54].
- Gros Monts IV a furnizat 250 de piese; Gros Monts V: 280; Gros Monts VI: 490; Gros Monts VII: 560; Gros Monts IX: 490; Gros Monts X: 410. Toate aceste zăcăminte au fost aproape complet cercetate[54].

Gros Monts X, Les Ronces și Les Chênes sunt presărate cu bolovani mari, mai mult sau mai puțin îngropați. Înainte de depunerea loessului, acestea ofereau un adăpost de 1 m până la 1,5 m, prin sprijinirea unor ramuri mari acoperite cu piei.
Sit-urile Corinne, Évelyne, Marie-Laure și Gros Monts V-VI nu oferă nimic care să fi putut servi drept adăpost natural, ceea ce implică existența unor structuri de locuire de tip corturi, realizate din piei întinse pe schelete din ramuri groase. Unele dintre aceste locuințe erau pardosite cu pavimente aduse, având cel puțin o față relativ plană la suprafață și partea cu asperități orientată în jos.
Această pardoseală sugerează un climat destul de ploios, care necesita protecție împotriva apei, în ciuda solurilor nisipoase – foarte permeabile – și mai mult sau mai puțin în pantă. Aceste adăposturi erau utilizabile doar în sezonul cald, în special în perioadele glaciare.
- Nouel menționează, de asemenea, adăpostul Doigneau, unde au fost descoperite mai multe oase de cal, un dinte de ren, un împungător din os și mai multe unelte din piatră, inclusiv un vârf „de tip musterian”[46].
- Bodu și colab. (2014) evocă și „zăcământul de la Casse-Bouteille”, situat vizavi de Beauregards[52].
- Peștera Troglodyte a furnizat, printre altele, patru piese acum depozitate la MAN (Musée d'Archéologie Nationale), pe care Marguerite și Raoul Daniel le-au identificat ca fiind din perioada Châtelperroniană, dar pe care Bodu și colab. (2017) le clasifică drept vârfuri cu spate curbat magdaleniene sau aziliene[56].

Familia Daniel a descoperit acolo, de asemenea, un strat difuz care conține un număr mic de piese de silex mezolitic, asociate cu artefacte campigniene grosiere, inclusiv fragmente de ceramică.

### Evul Mediu

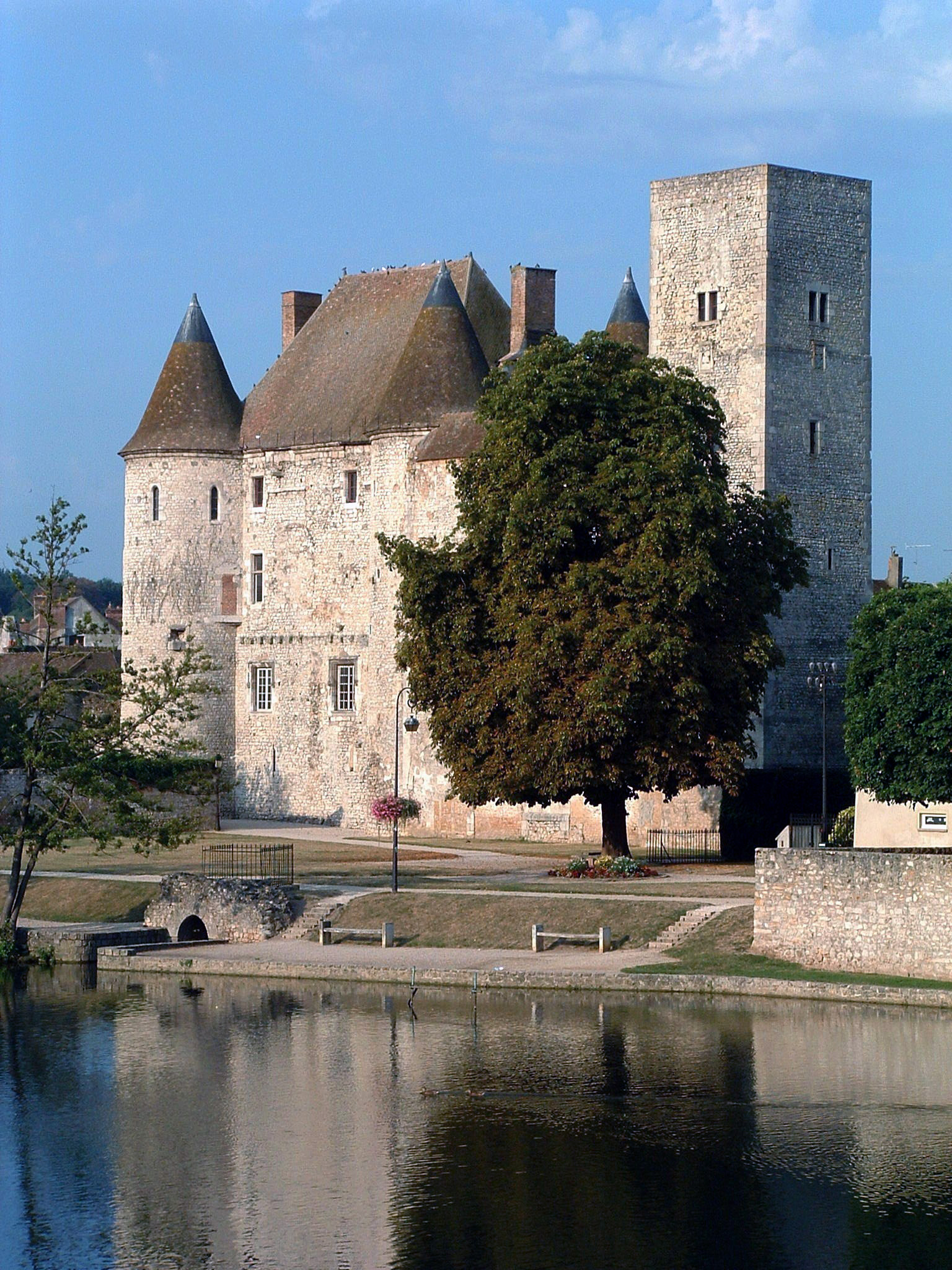
Castelul din Nemours, vedere spre Loing

Istoria orașului Nemours începe în secolul al XII-lea, odată cu crearea unei seniorii. Primul senior de Nemours este Orson, în anul 1120.
Castelul, precum și biserica Sfântul Ioan Botezătorul din centrul orașului, au fost construite în jurul anului 1170 la cererea lui Gauthier de Villebéon, marele chamberlain al regilor Ludovic al VII-lea și Filip August.
Orașul a fost incendiat în 1358, în timpul Războiului de 100 de Ani. Biserica a fost distrusă în acest incendiu, fiind ulterior reconstruită începând din 1445 și finalizată în 1555. Corul bisericii datează din această reconstrucție.
În 1850 și 1890, interiorul bisericii a fost amenajat prin montarea vitraliilor și a unui altar principal în onoarea Sfântului Ioan Botezătorul.
Orașul Nemours a devenit domeniu regal atunci când a fost achiziționat de Filip al III-lea cel Îndrăzneț în 1274. Ulterior, a fost ridicat la rang de ducat-pairie de către Carol al VI-lea, în urma unui schimb de teritorii realizat în 1404 cu Carol al III-lea cel Nobil, regele Navarrei. Cu toate acestea, ducatul de Nemours a rămas un domeniu regal al regelui Franței, fiind supus unui drept de reversiune. Astfel, trebuia să fie returnat coroanei la moartea lui Carol al III-lea în 1425.
Blanche I a Navarei, fiica lui Carol al III-lea, a încercat să se opună acestui drept de reversiune, dorind să depună omagiu regelui Franței pentru ducat. Dacă regele ar fi acceptat această acțiune, ar fi recunoscut implicit că ducatul era o posesiune deplină a casei de Navarra. Totuși, regele a refuzat omagiul din acest motiv. În consecință, Blanche a depus omagiu regelui Angliei, iar ducatul a fost confiscat de coroana franceză.
Blanche promisese însă surorii sale, Beatrice, o donație de 60.000 de livre și o rentă anuală de 4.000 de livre, luate din veniturile ducatului de Nemours, ca zestre pentru fiica Beatricei, Eleonora de Bourbon, la căsătoria acesteia cu Bernard de Armagnac. Deoarece Bernard de Armagnac nu a primit zestrea soției sale, tatăl acestuia, contele de Armagnac, a intentat un proces împotriva Blanchei. În 1446, o decizie a ordonat plata acestor sume din veniturile ducatului de Nemours, dar procurorul general a contestat această hotărâre invocând dreptul de reversiune.
În 1461, Ludovic al XI-lea a acordat prin scrisori patente ducatul de Nemours ca apanaj lui Jacques de Armagnac.

### Epoca modernă
Jacques d'Armagnac, murind în 1477, ducatul a revenit din nou coroanei prin dreptul de reversiune. Fiii săi, Jean d'Armagnac-Nemours și Louis d'Armagnac, i-au cerut lui Carol al VIII-lea restituirea apanajului ducatului de Nemours. În 1491, Carol al VIII-lea le-a acordat prin scrisori patente dreptul regelui asupra ducatului, dar dreptul de reversiune a fost menținut.
Astfel, la moartea lor, încercarea surorii lor, Marguerite d'Armagnac, ultima descendentă a lui Carol al III-lea al Navarei, contesă de Guise și soția lui Pierre de Rohan-Gié, de a perpetua posesia ducatului de Nemours depunând omagiu regelui, a fost zadarnică. Procurorul regelui a refuzat să accepte omagiul, iar decesul Margueritei d'Armagnac și al lui Pierre de Rohan în 1507, fără moștenitori, a readus din nou domeniul coroanei, punând capăt acestui conflict.
Ulterior, Ludovic al XII-lea a oferit apanajul ducatului de Nemours nepotului său, Gaston de Foix, în schimbul comitatului de Narbonne (1507). La moartea acestuia în 1515, Francisc I a procedat la fel, oferindu-l soțului mătușii sale Philiberte de Savoie, Giuliano de Medici, fiul lui Lorenzo Magnificul. După moartea Philibertei în 1524, Francisc I a dăruit apanajul mamei sale, Louise de Savoia.
După ce a rămas timp de 150 de ani în Casa de Savoia, orașul a revenit în cele din urmă, în 1666, lui Ludovic al XIV-lea, care l-a oferit fratelui său, Filip de Orléans. Descendenții acestuia au păstrat orașul până în 1789. Titlul de duce de Nemours a fost purtat de Louis de Orléans, al doilea fiu al regelui Ludovic-Filip.
Henric al III-lea a încheiat la Tratatul de la Nemours cu Liga Catolică pe 7 iulie 1585. Prin acest tratat, el recunoștea Liga Catolică, revoca edictele de toleranță favorabile religiei protestante și se angaja să expulzeze toți calviniștii. Același tratat îl excludea pe Henric de Navarra (viitorul Henric al IV-lea) de la succesiunea tronului.

### Revoluția franceză și Imperiul
În 1789, Pierre Samuel Dupont a fost deputat de Nemours. Zece ani mai târziu, el a părăsit Franța și s-a stabilit în Statele Unite, unde fiul său, Éleuthère Irénée Dupont, a fondat o companie care va deveni ulterior multinaționala DuPont de Nemours.
Orașul a fost reședința districtului Nemours între 1790 și 1795.

### Epoca contemporană
În timpul campaniei din Franța din 1814, orașul Nemours, apărat de câteva sute de gărzi naționale și dragoni, a fost cucerit pe 15 februarie 1814 de cazacii atamanului Matvei Platov. Aceștia au fost însă nevoiți să evacueze orașul câteva zile mai târziu, după victoria lui Napoleon în bătălia de la Montereau pe 18 februarie.
Oraș rural la sfârșitul celui de-Al Doilea Război Mondial, Nemours a început atunci să capete o importanță mai mare în viața economică a regiunii, iar populația sa a urmat aceeași tendință de creștere.
Nemours este unul dintre principalele orașe traversate de drumul național 7, celebra „Route Bleue”. În anii 1960, era una dintre primele opriri pentru vacanțele parizienilor. Situat la kilometrul 76, traversarea orașului dura atunci peste două ore din cauza numeroaselor semafoare.
Nemours atrage pasionații și colecționarii îndrăgostiți de N 7, fiind gazda celei mai vechi reclame de pe ruta Paris-Menton: o frescă murală pentru săpunul Saponite. Această frescă este întreținută datorită fondurilor private.
Pe 1 iunie 2016, 2.000 de locuitori au fost nevoiți să își părăsească locuințele din cauza creșterii nivelului apelor râului Loing, care au inundat centrul orașului. Aceasta a fost o inundație record, care a depășit nivelul istoric din 1910.
Nemours a fost sub apă timp de 4 zile, iar pagubele au fost semnificative. Orașul a fost împărțit în două, deoarece cele două poduri au fost închise din cauza inundațiilor.

## Populația și societatea

### Date demografice
Evoluția numărului de locuitori este cunoscută prin recensămintele populației efectuate în comuna respectivă începând din 1793. Pentru comunele cu mai puțin de 10 000 de locuitori, un recensământ al întregii populații este realizat la fiecare cinci ani, populațiile legale pentru anii intermediari fiind estimate prin interpolare sau extrapolare.
În 2021, comuna număra 13189 locuitori, în scădere cu -1,27 % față de 2015 (Seine-et-Marne: +3,45 %, Franța fără Mayotte: +1,84%).
| An        | 1793 | 1821 | 1841 | 1856 | 1876 | 1886 | 1901 | 1921 | 1936 | 1962 | 1982  | 2006  | 2014  | 2021  |
| --------- | ---- | ---- | ---- | ---- | ---- | ---- | ---- | ---- | ---- | ---- | ----- | ----- | ----- | ----- |
| Populație | 3469 | 3825 | 3547 | 3696 | 3871 | 4462 | 4861 | 5074 | 5154 | 6345 | 11665 | 12434 | 13052 | 13189 |

## Cultură locală și patrimoniu

### Locuri și monumente
- Biblioteca municipală, a cărei fațadă cu fronton clasic a fost proiectată de arhitectul Denis Antoine în secolul al XVIII-lea, autorul Hôtel de la Monnaie din Paris,
- Muzeul departamental de Preistorie al Île-de-France, găzduit într-o clădire proiectată de arhitectul Roland Simounet, este clasificat ca parte a patrimoniului din secolul XX.
- Castelul-muzeu din Nemours[67], o clădire datând din secolul al XII-lea, a fost transformat în muzeu de arte frumoase la începutul secolului al XX-lea.
- Biserica Sfântul Ioan Botezătorul: construită între secolele al XII-lea și al XIX-lea[68].
- Primăria: proiectată de arhitectul Jules Hardouin-Mansart, inițial a fost conventul congregației Notre-Dame. Acest ordin format din călugărițe-învățătoare a fost introdus în secolul al XVII-lea în dieceza de Sens de către arhiepiscopul Octave de Bellegarde. La apogeul funcționării sale, conventul găzduia între două sute și trei sute de pensionari, pe lângă cele șaptezeci de călugărițe de cor. În 1791, Hôtel-Dieu a fost transferat aici. În 1985, primăria și-a stabilit sediul în aceste clădiri.
- Grand-Pont: construit între 1795 și 1804 de inginerii Jean-Baptiste Dherbelot și Louis-Claude Boistard, pe planurile lui Jean-Rodolphe Perronet[69].
- Pont Charles-Hochart: pod suspendat, construit în 1997 de compania Demathieu & Bard[70].
- Centrul de impozite din Nemours: finalizat în 1981, pe planurile arhitectului François Deslaugiers[71][72].
- Spălătoriile (lavoirs) și aleile sale pitorești.

## Personalități
- Étienne Bézout (1730-1783), matematician.
- Pierre Samuel du Pont de Nemours (1739-1817), antreprenor și economist, deputat de Nemours în timpul Adunării Constituante, care a adăugat numele orașului Nemours la propriul său nume.
- Pierre Berthier (1782-1861), mineralog și geolog.
- Victor Hugo (1802-1885) a locuit la hotelul Écu de France, situat pe strada Paris din Nemours.
- Justin-Chrysostome Sanson (1833-1910), sculptor și fondator al muzeului din Nemours.
- Philippe Petit (1949), funambul, celebru pentru traversarea spațiului dintre cele două turnuri ale World Trade Center pe o sârmă întinsă, la New York.
- Rudi Garcia (1964), fost fotbalist și antrenor al echipei Napoli.
- Cyril Despres (1974), motociclist, de cinci ori câștigător al Raliului Dakar la categoria moto.
- Florian Carvalho (1989), atlet, locuiește în Nemours și lucrează pentru administrația orașului Nemours.
- Geoffrey Kondogbia (1993), fotbalist.

## Înfrățiri
- Italia – Cerignola - din 2003
- Germania – Mühltal - din 1981[73]
- Statele Unite ale Americii – Wilmington[73]